# Dahner Hütte – Im Schneiderfeld
Die Dahner Hütte – Im Schneiderfeld ist eine vom Ortsverein Dahn des Pfälzerwald-Vereins seit 1956 bewirtschaftete Schutzhütte im Pfälzerwald. Sie befindet sich westlich der Gemeinde Dahn. Die Hütte liegt in einer Höhe von 235 m ü. NHN. Sie bietet Übernachtungsmöglichkeiten an. Der Name der Hütte leitet sich von ihrer Lage im Waldgebiet Schneiderfeld innerhalb des Dahner Stadtwaldes ab. Mit den anderen Häusern des Pfälzerwald-Vereins ist sie seit 2021 mit dem Eintrag Pfälzerwaldhütten-Kultur Bestandteil des Immateriellen Kulturerbes in Deutschland der deutschen UNESCO-Kommission.

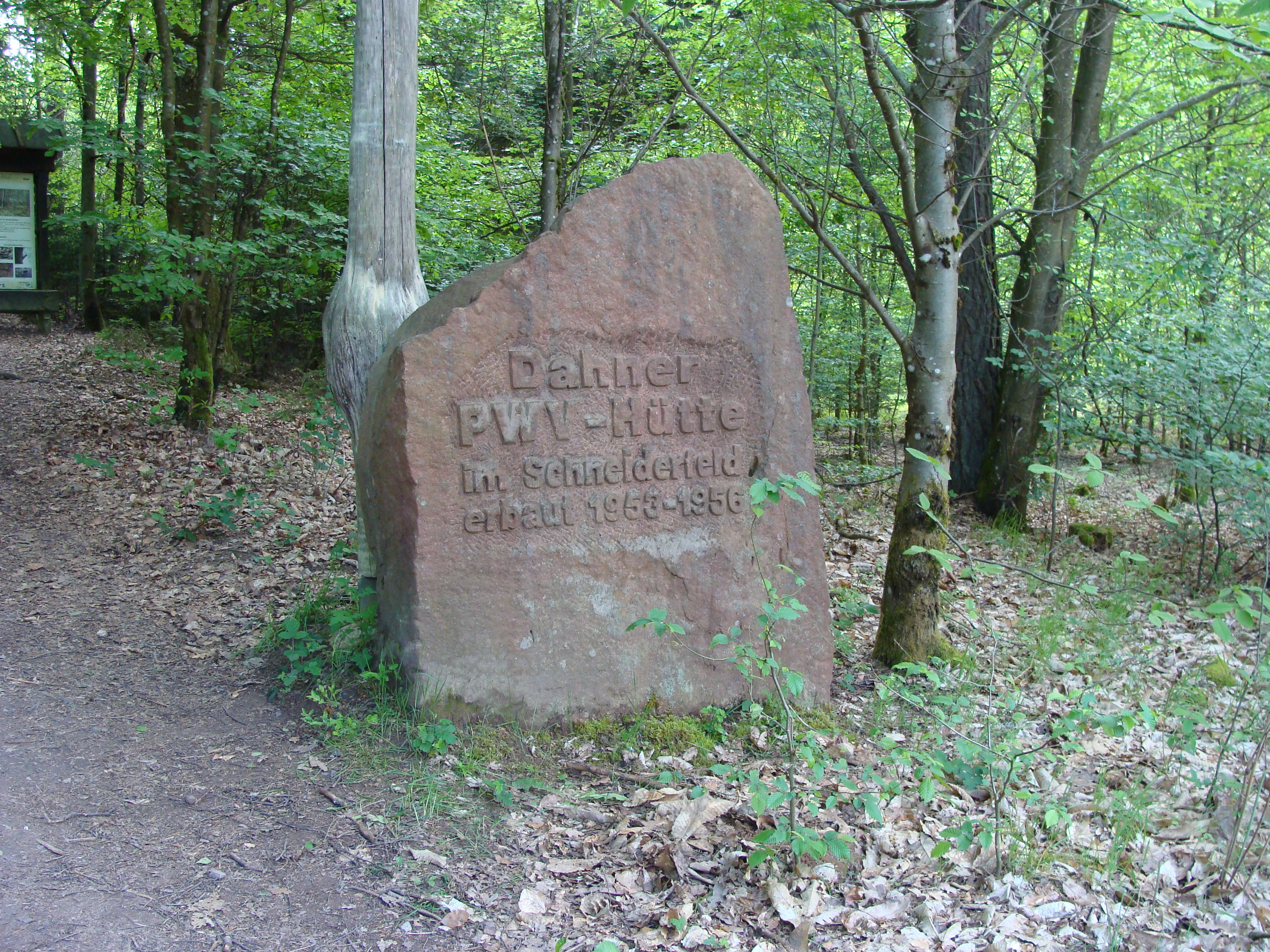
Stein

## Geschichte
Die Hütte wurde in den Jahren 1953 bis 1956 errichtet und seitdem mehrfach erweitert und renoviert.

## Lage
Das Schneiderfeld ist ein Waldgebiet im Dahner Stadtwald, welches im Norden durch den Moosbach und Osten durch den Seibertsbach begrenzt wird. Die Hütte liegt unweit des Seibertsbachs in etwa 600 Meter Entfernung, bevor dieser in den Moosbach mündet. Die Täler beider Bäche unweit der Hütte sind als Naturschutzgebiet Moosbachtal ausgewiesen. Im Waldgebiet im Osten zwischen den Tälern des Seibertsbachs und der Wieslauter befinden sich einige der bekanntesten Buntsandsteinformationen des Dahner Felsenlandes, wie der Sängerfelsen, der Schillerfelsen, der Wachtfelsen und die Felsformation Braut und Bräutigam.

## Zugänge und Wanderungen
Die Hütte kann zu Fuß oder per PKW erreicht werden. Ein Wandererparkplatz befindet sich direkt an der Hütte. Die Zufahrt kann vom Abzweig von der B 427 am Neudahner Weiher über eine Fahrstraße im Moosbachtal erfolgen. Die Hütte ist über Wanderwege im Wandergebiet Dahner Felsenland gut erschlossen.  Pfälzer Weitwanderwege wie der Felsenland Sagenweg und die Verbindungsroute zwischen Nord- und Südroute der Pfälzer Jakobswege passieren die Hütte. Zudem existieren noch eine Reihe lokale markierte Wanderwege, wie der Dahner Rundwanderweg, der Dahner Felsenpfad, die Burg Neudahn-Tour zur Burgruine Neudahn, die Eyberg-Tour zum Großen Eyberg (513 m) mit dem 18 Meter hohen Eybergturm, die Kaletschkopf-Tour zum Kaletschkopf (453 m), die Kauert-Tour zum Schillerfelsen und die Wolfs-Tour. Benachbarte bewirtschaftete Hütten des Pfälzerwaldvereins sind die Drachenfelshütte, die Hütte am Schmalstein und das Wanderheim Dicke Eiche.